# جبل لنبش
الأنبش أو لنبش جبل، يقع في الجهة الشمالية من تنومة بني شهر، في منطقة عسير بالمنطقة الجنوبية الغربية للمملكة العربية السعودية، ويبلغ ارتفاعه 2,623 م (8,606 قدم)*.